# Odenheimer Bach
Der Odenheimer Bach ist ein Bach im Gebiet der Stadt Lichtenau im Kreis Paderborn.
Der Odenheimer Bach entspringt im Schwarzen Bruch, einem Moor am Rande des Eggegebirges. Die ausgedehnte Quellmulde ist im Laufe des Quartärs vollständig vermoort. Von der moorigen Quellmulde fließt der Bach in nördlicher Richtung und durchfließt zunächst einige Fischteiche. Nach der Unterquerung der Torfbruchstraße durchfließt er dann das Eselsbett, ein weiteres Moor. Vor allem im Eselsbett wurden im Rahmen eines von der EU geförderten Projektes (LIFE-Projekt Eggemoore) zahlreiche Maßnahmen zur Renaturierung vorgenommen. Der Bach mündet in Lichtenau von rechts und Osten in die Sauer und gehört somit zum Flusssystem der Lippe.
Naturräumlich gesehen fließt der Bach durch das Soratfeld in der Paderborner Hochfläche.